# Armeefliegerkräfte

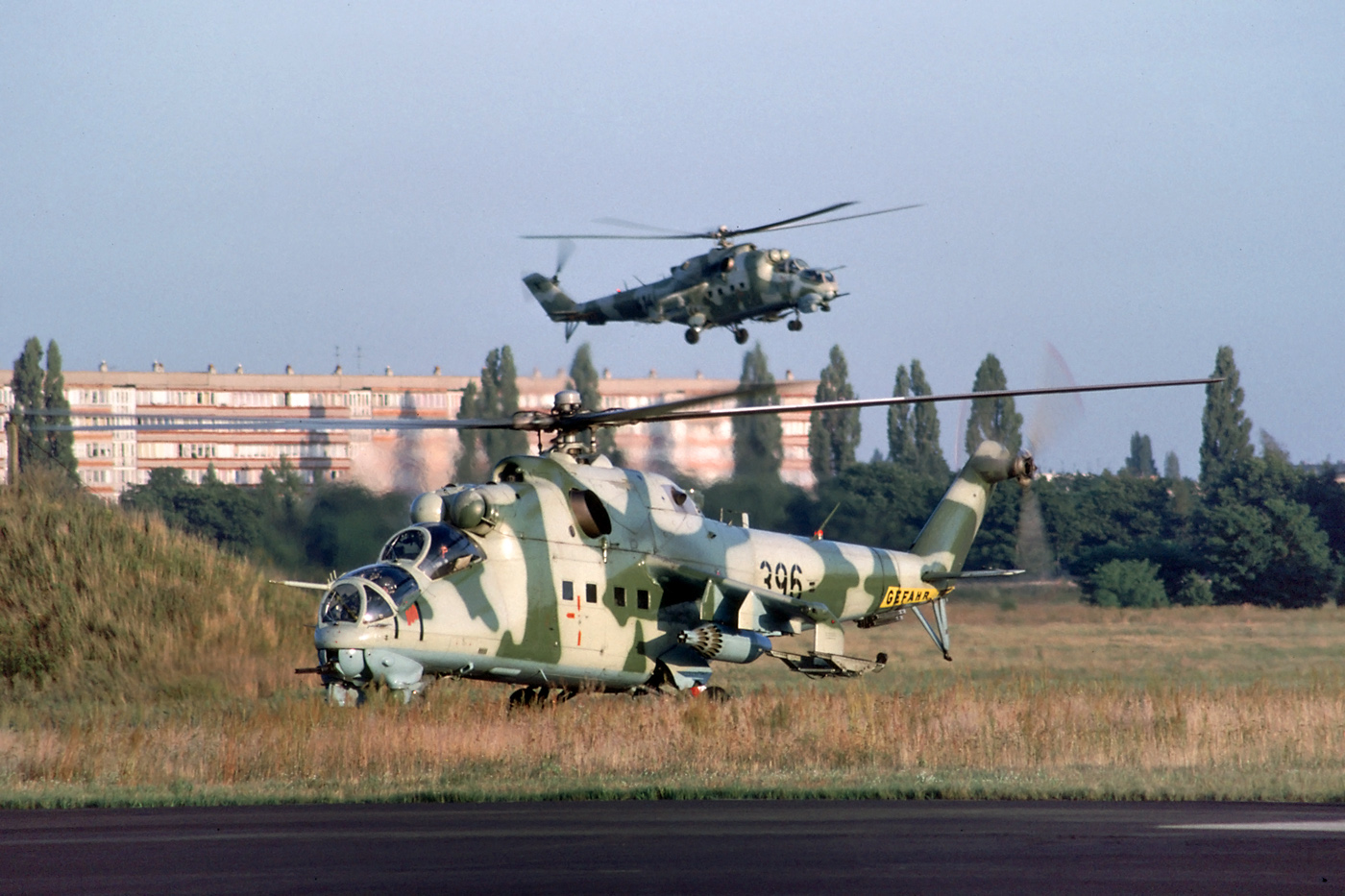
Zwei Mi-24D des KHG-3

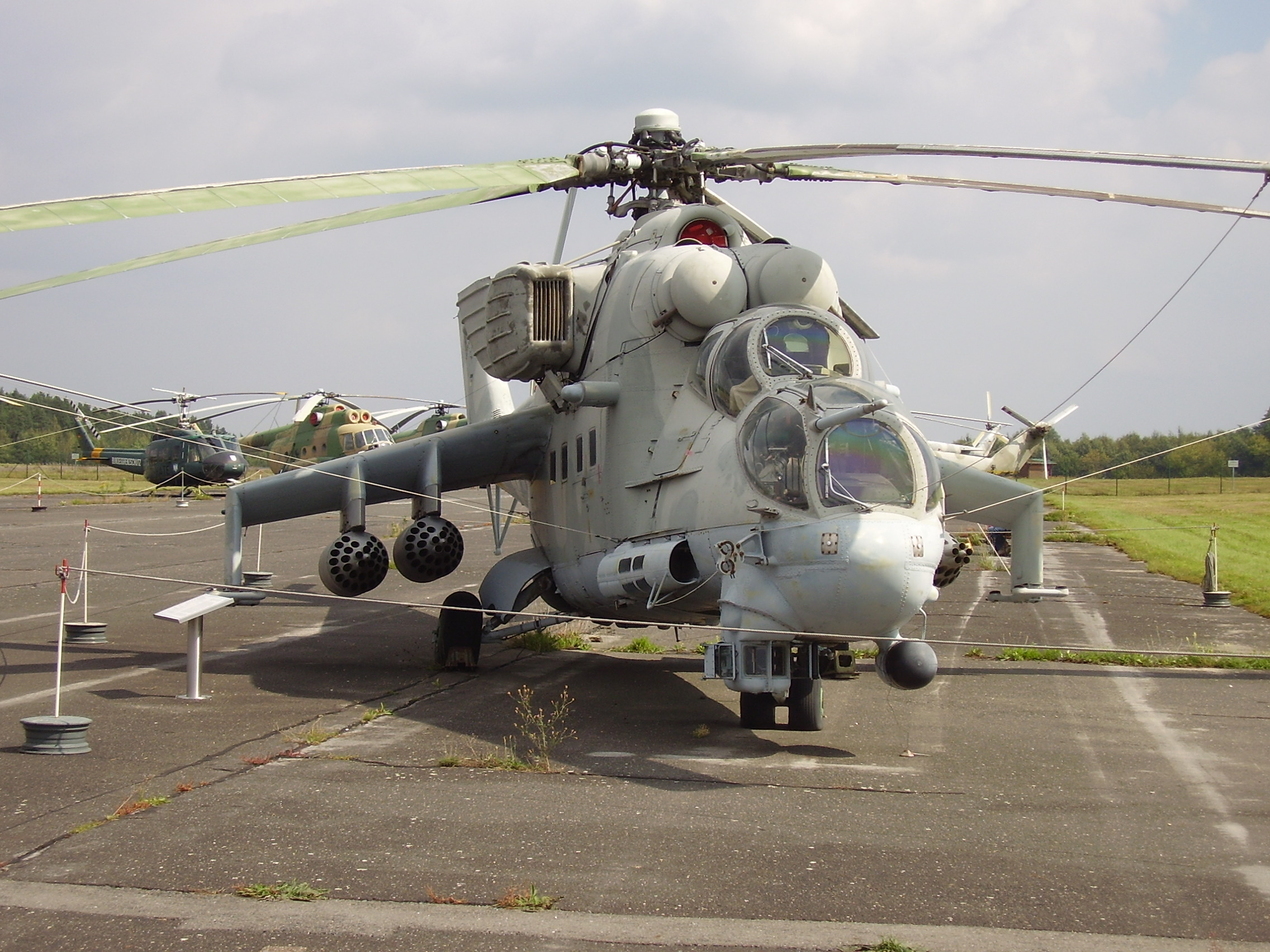
Mi-24P des KHG-5

Die Armeefliegerkräfte (ArFK) waren eine Waffengattung der Landstreitkräfte der Nationalen Volksarmee der DDR.

## Geschichte
Mitte der 1970er-Jahre beschloss die Führung der DDR  die Aufstellung eines Kampfhubschrauber-Regiments. Anfang der 1980er-Jahre forderte das Vereinte Oberkommando des Warschauer Pakts eine weitere Verstärkung der Unterstützung der Kampfverbände der Landstreitkräfte.
Die Luftstreitkräfte der Nationalen Volksarmee stellten aus Teilen des Hubschraubergeschwaders 34 und folgenden Umgliederungen die beiden Kampfhubschraubergeschwader (KHG) 57 und 67 auf: Das KHG-57 (1981: Hubschraubergeschwader 54/HG-54) war seit 1976 mit Mil Mi-8T/TB und seit 1978 mit Mil Mi-24D ausgerüstet. Der Name des preußischen Offiziers „Adolf von Lützow“ wurde am 1. März 1980 verliehen. Das KHG-67 (vormals auch KHG-64) war zunächst mit Mi-8T/TB und seit 1982 mit Mi-24D ausgerüstet. Am 29. September 1984 wurde dem Geschwader der Name des preußischen Offiziers „Ferdinand von Schill“ verliehen. 
1984 wechselte die Unterstellung der Kampfhubschraubergeschwader von den LSK/LV zu den Landstreitkräften, die somit eine neue Waffengattung erhielten. Das KHG-57 wurde am 1. März 1984 dem Militärbezirk V, das KHG-67 am 1. November 1984 dem Militärbezirk III zugeordnet. Am 1. Dezember 1986 erfolgte die Umbenennung der Geschwader gemäß ihrer organisatorischen Zuordnung von KHG-57 in KHG-5 und von KHG-67 in KHG-3.
Nach Auflösung der NVA übernahm die Bundeswehr die Verbände der Armeefliegerkräfte. Am 1. April 1991 erfolgte die Aufstellung der Heeresfliegerstaffeln 70 (KHG-3), 80 (KHG-5) und Ost. Die Wehrtechnische Dienststelle 61 wurde mit der Erprobung der Hubschrauber beauftragt.
Von den in der NVA genutzten Hubschraubern wurden die Mil Mi-2 in der Bundeswehr nicht weiterverwendet. Die Heeresflieger sonderten die Mi-24 bis 1993 und die Mi-8 bis 1994 aus.

## Auftrag
- Luftunterstützung der Verbände der Landstreitkräfte bei Kampfhandlungen
- Beitrag zum Diensthabenden System der Luftverteidigung durch Suchen und Abfangen von Grenzverletzern[4]

## Ausbildung
Die Ausbildung von Offizieranwärtern des fliegerischen Personals erfolgte gemeinsam mit den anderen Teilstreitkräften an der Offiziershochschule der Luftstreitkräfte/Luftverteidigung für Militärflieger und ihrem angegliederten Hubschrauberausbildungsgeschwader 35. Teile der Ausbildung der angehenden Mi-24-Piloten wurden in der Sowjetunion durchgeführt.
Offiziere in nichtfliegerischen Verwendungen wurden an der Offiziershochschule der Luftstreitkräfte/Luftverteidigung „Franz Mehring“ in Kamenz ausgebildet.
Unteroffiziere und Fähnriche durchliefen die Militärtechnische Schule der LSK/LV in Bad Düben.

## Ausrüstung

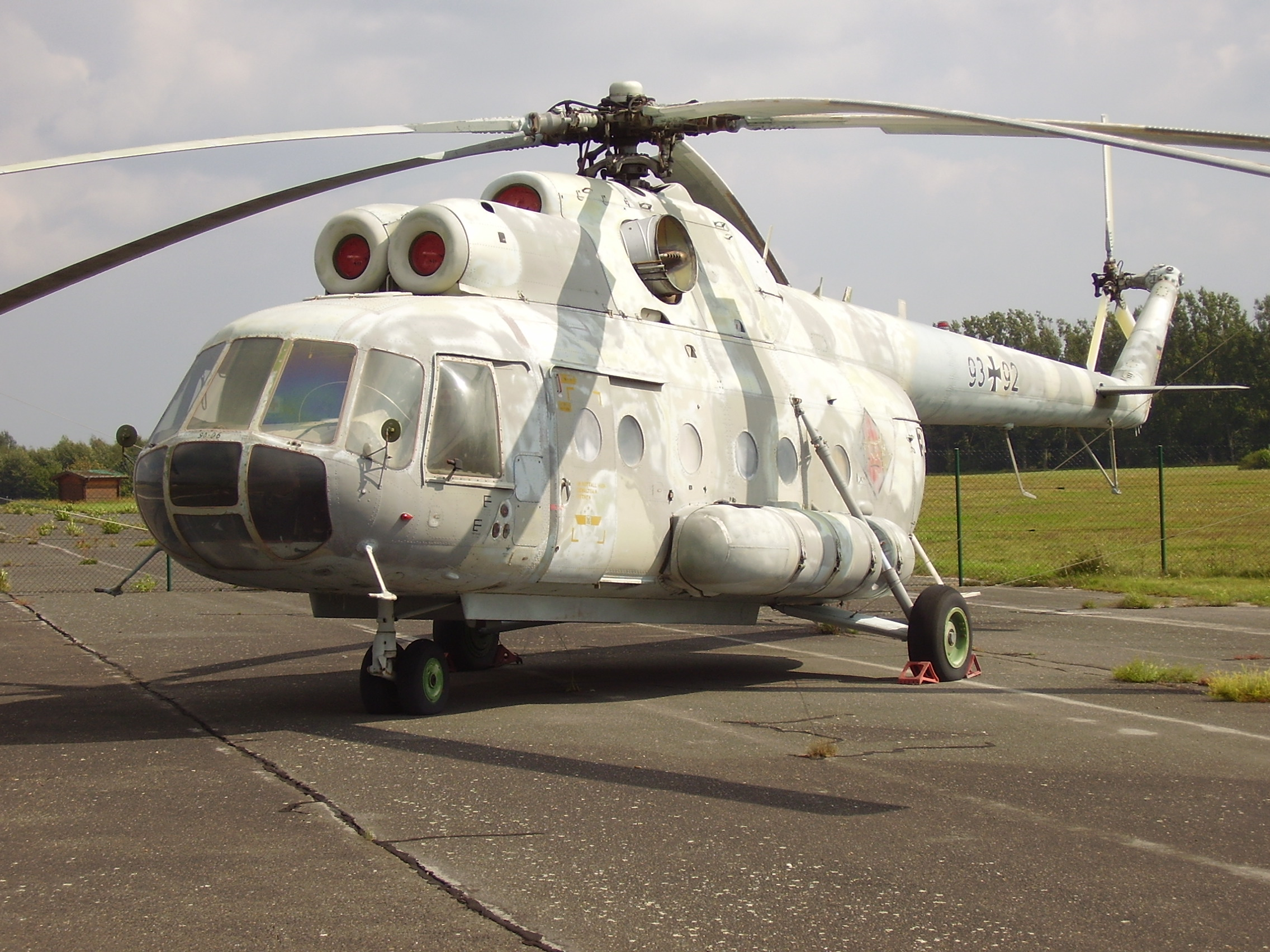
Mi-9 der HSFA-5 im Militärhistorischen Museum Flugplatz Berlin-Gatow

- Mil Mi-2 für diverse Sonder-/Aufklärungsaufgaben
- Mil Mi-8 in den Varianten
  - Mi-8T als Transporthubschrauber
  - Mi-8TB als Kampfhubschrauber
  - Mi-8S als Salonversion mit rechteckigen Fenstern
  - Mi-9 mit Gefechtsstandaufgaben
- Mil Mi-24 als Kampfhubschrauber in den Varianten 
  - Mi-24D
  - Mi-24P (ab 1989; nur KHG-5)

## Organisation
Als Verbände der LSK/LV unterstanden die KHG dem 1981 am Standort des Kommando LSK/LV aufgestellten Führungsorgan der Front- und Armeefliegerkräfte (FO FAFK).
1984 wurden die Geschwader den beiden Militärbezirken der Landstreitkräfte der NVA unterstellt. Als Uniformen wurden durch die Geschwaderangehörigen weiter die der Luftstreitkräfte/Luftverteidigung getragen.
Dem Militärbezirk III unterstand das Kampfhubschraubergeschwader 3 (KHG-3) „Ferdinand von Schill“ in Cottbus, dem Militärbezirk V das Kampfhubschraubergeschwader 5 (KHG-5) „Adolf von Lützow“ in Basepohl.
Die Kampfhubschraubergeschwader verfügten über bis zu drei Kampfhubschrauberstaffeln. An den gleichen Standorten waren je eine Hubschrauberstaffel zur Führung und Aufklärung (HSFA) stationiert.
Taktischer Lufttransport von Verbänden der Landstreitkräfte, wie etwa des Luftsturmregiments 40 war Aufgabe des Transporthubschraubergeschwaders 34 der Luftstreitkräfte/Luftverteidigung.